# Агайры
Агайры́ — газовое месторождение в Туркменистане, расположенное на территории Ходжамбазского этрапа Лебапского велаята.
Месторождение было открыто в июне 2010 года. По результатам измерений предположительная оценка общих запасов газа составляет около 73 млрд м3. Агайры входит в состав нефтегазового проекта Багтыярлык на правобережье реки Амударьи. Оператором месторождения является китайская нефтегазовая корпорация CNPC.